# John Elliot (scientifique)
Pour les articles homonymes, voir John Elliot.
John Elliot MD (1747 – 22 juillet 1787) est un médecin et scientifique anglais du Londres du XVIIIe siècle qui est le premier à faire l'hypothèse que différentes parties de la rétine réagissent à des couleurs particulières de la lumière. Il aurait découvert l'action chimique de rayons invisibles du spectre lumineux quinze ans avant Herschel.

## Biographie
Il fut apprenti à l'âge de 14 ans chez un pharmacien du faubourg londonien de Spitafields, et s'installe ensuite à Cheapside.
Sa passion amoureuse pour Mary Boydell, nièce de l'éditeur John Boydell et compagne du libraire George Nicol, tourna à l'obsession, si bien qu'en 1787 il fut arrêté pour tentative de meurtre sur sa personne,. Bien qu'acquitté de tentative de meurtre, il se laissa mourir de faim en attendant son procès pour voies de fait à la prison de Newgate.

## Rayons calorifiques et chimiques
Les rayons calorifiques sont l'ancienne appellation du rayonnement infrarouge, donnée par William Herschel, qui constate en 1800 que la lumière solaire décomposée au travers d'un prisme est calorifique en dehors du spectre de la lumière visible, au-delà du rouge. Herschel émet l'hypothèse, déjà suggérée 14 ans plus tôt, soit bien avant leur découverte, par John Elliot, qu'ils sont de même nature que la lumière et que l'œil n'y est pas sensible.
Les rayons chimiques sont l'ancienne appellation du rayonnement ultraviolet.
Prenant connaissance de la découverte des rayons calorifiques par William Herschel en 1800, Johann Wilhelm Ritter décide d'investiguer l'autre extrémité du spectre et qualifie ces rayons de « rayons chimiques ».
En dépit de l'hypothèse suggérée 15 ans plus tôt, soit bien avant leur découverte, par John Elliot, selon laquelle ils seraient de même nature que la lumière, et de la démonstration en 1804, par Thomas Young, à partir de leur diffraction, que les rayons chimiques se comportent comme la lumière visible, ce qui plaide en faveur de l'unité, il faudra attendre plusieurs décennies pour que les « rayons chimiques » soient unanimement considérés comme une composante intrinsèque du rayonnement lumineux, notamment grâce aux expériences de Macedonio Melloni et d'Alexandre-Edmond Becquerel en 1842.

## Publications
- Elements of Natural Philosophy. Londres, 1792.